# Hội nghị Casablanca
Hội nghị Casablanca (biệt danh là SYMBOL) được tổ chức tại khách sạn Anfa ở Casablanca, Ma-rốc thuộc Pháp, từ ngày 14 đến 24 tháng 1 năm 1943, để lên kế hoạch cho chiến lược của Đồng minh châu Âu cho giai đoạn tiếp theo của Thế chiến II. Tham dự có Tổng thống Hoa Kỳ Franklin D. Roosevelt và Thủ tướng Anh Winston Churchill. Cùng tham dự và đại diện cho các lực lượng Pháp Tự do là các Tướng Charles de Gaulle và Henri Giraud, mặc dù họ đóng vai trò nhỏ và không nằm trong kế hoạch quân sự. Thủ tướng Liên Xô Joseph Stalin đã từ chối tham dự, với lý do Trận Stalingrad đang diễn ra là cần có sự hiện diện của ông tại Liên Xô.
Chương trình nghị sự đề cập đến các chi tiết cụ thể về phương pháp chiến thuật, phân bổ nguồn lực và các vấn đề rộng lớn hơn của chính sách ngoại giao. Các cuộc tranh luận và đàm phán đã tạo ra cái được gọi là Tuyên bố Casablanca, và có lẽ là tuyên bố với ý định khiêu khích nhất trong lịch sử, "đầu hàng vô điều kiện". Học thuyết "đầu hàng vô điều kiện" đã thể hiện tiếng nói thống nhất của ý chí bất khuất của phe Đồng minh, cương quyết rằng các thế lực của phe Trục sẽ bị đánh cho tới khi họ hoàn toàn bại trận.